# Lepidopa scutellata
Lepidopa scutellata är en kräftdjursart. Lepidopa scutellata ingår i släktet Lepidopa och familjen Albuneidae. Inga underarter finns listade i Catalogue of Life.